# IAR-813
IAR-813 byl rumunský cvičný letoun založený na předchozím typu IAR-811. Od IAR 811 se lišil úpravou kokpitu, kabinovým krytem, ocelovým trupem a silnějším motorem Walter.

## Vznik a vývoj
Po dvoumístném cvičném letounu IAR-811 v roce 1949 začal konstrukční tým Uzinele de reparatii material volant (URMV-3) v továrně na traktory Sovromtractor v Brašově (dříve továrna na letadla Industria Aeronautică Română), vedený ing. Radu Manicatidem, pracovat na typu IAR-813, výkonnějším cvičném stroji podobného uspořádání. Byl určen pro základní výcvik a akrobacii.

## Popis letounu
IAR-813 byl, stejně jako předchozí IAR-811, dolnokřídlý jednomotorový letoun se sedadly vedle sebe pro dvoučlennou posádku, ale ve srovnání s celodřevěným IAR-811 se lišil smíšenou konstrukcí ze dřeva a kovu. Měl svařovanou ocelovou trubkovou konstrukci trupu a dřevěné křídlo, jehož konstrukce byla pokryta překližkou a tkaninou. Letoun byl poháněn jedním vzduchem chlazeným řadovým pístovým motorem Walter Minor 4-III o výkonu 78 kW (105 k). IAR-813 uskutečnil svůj první let 16. března 1950 a typ byl certifikován 1. prosince téhož roku.

## Provoz
Celkem bylo imatrikulováno 80 letadel. Počáteční série 50 letadel byla vyrobena pro rumunské letectvo od roku 1953 a dalších 30 IAR-813 bylo dodáno organizacím civilního sportovního létání v letech 1954–55. Typ zůstal v provozu u letectva nejméně do roku 1955. V roce 1961 bylo 24 civilních letadel převedeno do služeb letecké záchranné služby.
IAR-813 vytvořil několik národních a světových rekordů ve třídě C-1b. Pilotka Elena Barats 12. dubna 1957 překonala národní výškový rekord, když dosáhla 6 461 metrů. V červenci 1958 proletěla skupina tří IAR-813 mezi Bukureští a Kyjevem za 4 hodiny 11 minut a 43 sekund a dosáhla průměrné rychlosti 177,941 km/h, což se stalo světovým rekordem oficiálně potvrzeným FAI. Kromě toho IAR-813 stanovil další dva národní rychlostní rekordy: let na uzavřeném okruhu 500 km (197,954 km/h) a 1000 km (197,335 km/h).

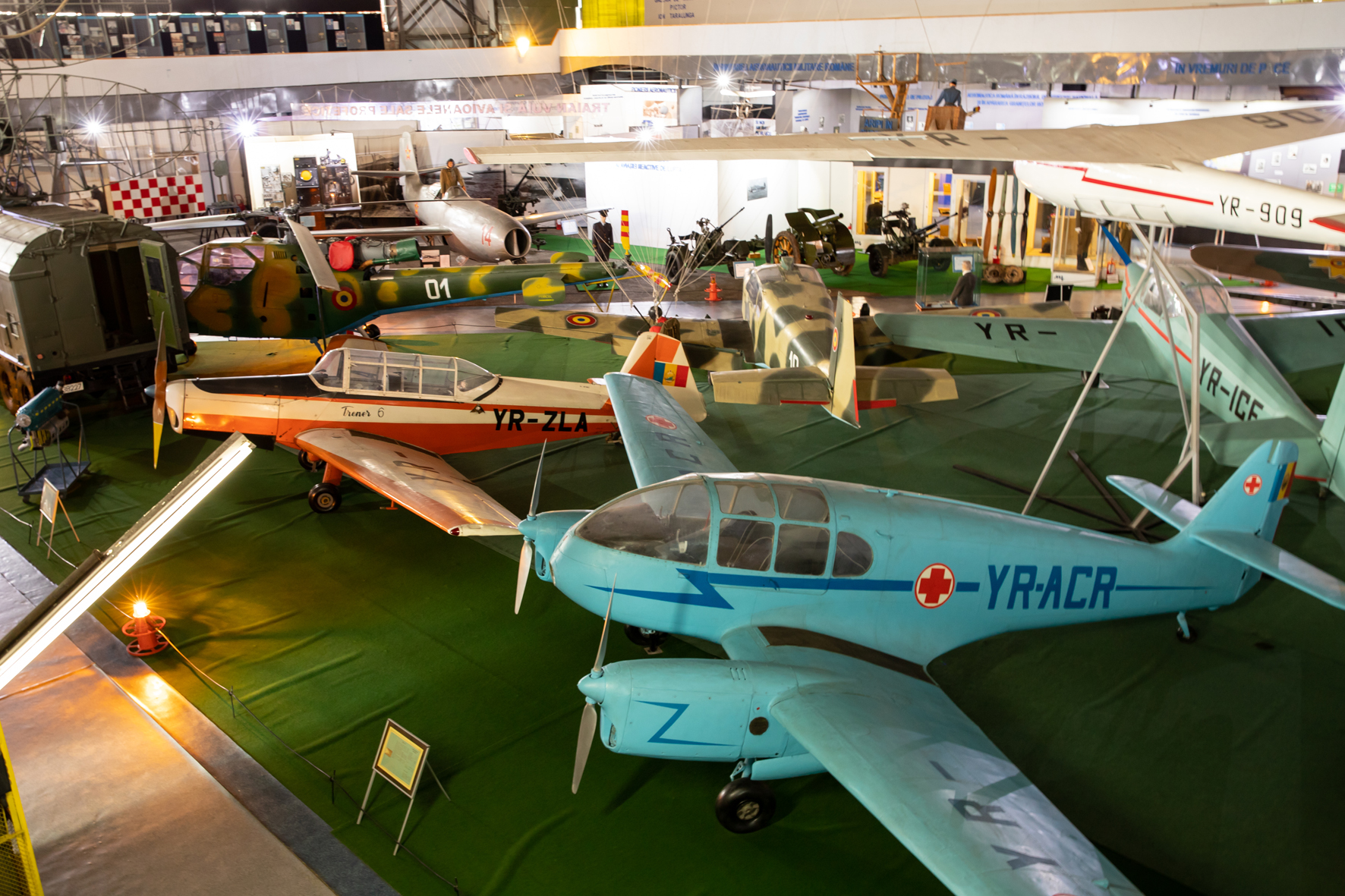
Vpravo IAR-813 (YR-ICE) v leteckém muzeu v Bukurešti (2019)

## Dochované exempláře
Letoun IAR 813 s imatrikulací YR-ICE je vystaven v Národním muzeu rumunského letectví v Bukurešti (Muzeul Aviatiesi Bucharest).

## Specifikace
Údaje dle zdroje

### Technické údaje
- Osádka: 2
- Rozpětí: 10 m
- Délka: 8,35 m
- Výška: 2,25 m
- Plocha křídla (nosná plocha): 10 m²
- Hmotnost prázdného letadla: 498 kg
- Vzletová hmotnost: 750 kg
- Pohonná jednotka: 1 x Walter Minor 4-III 4válcový invertní vzduchem chlazený řadový pístový motor
- Výkon: 78 kW (105 k) při 2500 ot/min

### Výkony
- Maximální rychlost: 192 km/h
- Cestovní rychlost: 170 km/h
- Min. rychlost letu (přistávací rychlost): 75 km/h
- Dostup: 5 800 m
- Dolet: 700 km
- Délka vzletu: 180 m
- Délka přistání: 150 m

### Související stránky
- Industria Aeronautică Română
- Walter Minor 4